# Wail Melazem
Wail Melazem (en arabe : وائل ملازم ; né le 14 septembre 2000 en Algérie) est un handballeur international algérien.

## Palmarès

### En équipe d'Algérie
Championnats du monde
- 31e place au Championnat du monde 2023 (Pologne/Suède)

Championnats d'Afrique
- Médaille d'argent au Championnat d'Afrique  2024 ( Égypte)

Jeux méditerranéens
- 6e place aux Jeux méditerranéens 2022